# Tomasz Zieliński (1790–1869)
Tomasz Zieliński (ur. 29 grudnia 1790 w Zblęgu, zm. 12 marca 1869 w Kościelnej Wsi) – oficer armii carskiej. W 1831 roku  sprawował  nadzór wojskowo-sanitarny w Kiszyniowie. Nigdy nie uległ rusyfikacji. Dla mieszkańców Osięcin zasłużył się ofiarną pomocą w czasie walki z cholerą w 1852.

## Młodość i  kariera wojskowa w armii carskiej
Jego rodzicami byli Wawrzyniec i Katarzyna Monika z domu Kościńska. W latach 1802–1810 uczył się w Szkole Łacińskiej Ojców Reformatorów w Pakości. Odbył też aplikację w Trybunale Cywilnym w Bydgoszczy, gdzie uzyskał stopień kancelisty objął stanowisko sekretarza w Biurze Prokuratora Królewskiego. Następnie został wcielony do armii carskiej. 7 kwietnia 1815 roku znalazł się jako podoficer w Pułku Elisawengradzkim. Potem jego kariera wojskowa systematycznie się rozwijała, aż uzyskał stopień podpułkownika. 20 grudnia 1831 roku na własną prośbę, ukazem z 20 października 1832 r. wystąpił z armii carskiej. 

## Powrót w rodzinne strony
Po wystąpieniu z armii dostawał wiele intratnych propozycji na stanowiska wojskowe, jednak wszystkie odrzucił. W 1884 r. kupił kolonię w rodzinnym Zblęgu i od swego nazwiska nazwał ją Zieliń. W 1837 roku kupił dobra Konary i Ozdoba. Za dotychczasowe zasługi decyzją Rady Stanu Królestwa Polskiego otrzymał w 1839 roku dziedziczny tytuł szlachecki. 

## Walka z cholerą
W 1852 r. w Osięcinach wybuchła epidemia cholery. Tomasz Zieliński, jako że miał doświadczenie w walce z tą chorobą, starał się jak mógł pomagać mieszkańcom Osięcin. Udało mu się uratować bardzo ciężko chorego burmistrza Karola Pawłowskiego. Wszystkie zabiegi przeprowadzał sam narażając się na zachorowanie.

## Działalność na rzecz ubogich
26 grudnia 1843 r. rozpoczął zainicjowany przez Tomasza Zielińskiego Zakład Dobroczynności Opatrzności Bożej przeznaczony dla kalek, sierot i starców. 22 stycznia 1859 r. usynowił Antoniego Kocenta i dał mu również swe nazwisko.

## Śmierć
Zmarł 12 marca 1869 r. w swoich dobrach w Kościelnej Wsi. Pochowany został w okazałym sarkofagu wystawionym przez przybranego syna na Cmentarzu w Osięcinach. Jego wierzch wieńczy ułański mundur z czakiem polskim. Na jednej ze ścian tak syn napisał o ojcu:
ni zaszczyty ani dostatki w niczem nie zmieniły zasad prawego jego życia
a na innej cytat z jego pamiętników:
Wkrótce zapomnianym zostanę, bo taki jest ostateczny los każdego z ludzi. Chwila skonu mojego będzie to upadek małego listka z wielkiego drzewa ludzkości. Upadł listek a drzewo kształtu swego nie utraciło. I nikt nie dostrzegł ubytku.